# Charles III d'Elbeuf
Pour les articles homonymes, voir Charles de Lorraine.
Charles III de Lorraine-Guise, né en 1620, mort à Paris le 4 mai 1692, fut le troisième duc d'Elbeuf de 1657 à 1692, comte de Lillebonne, comte de Rieux, baron d'Ancenis et pair de France.

## Biographie
Connu durant la vie de son père comme le comte d'Harcourt-Elbeuf, il sert en Italie (1641) et en Picardie (1642) sous le commandement du comte de Harcourt, son oncle pendant la guerre de Trente Ans; sous celui du duc d'Enghien, il se signale, en 1643, aux batailles de Rocroi, de Thionville, et au siège de Sierck, ainsi qu'au siège de Gravelines (1644). Le 25 février 1645 il lève le régiment d'Elbeuf cavalerie à la tête duquel il combat à la bataille de Nortlingen, et au siège de Trêves. Maréchal de camp en 1646, il est promu lieutenant-général en 1648.
À la mort de son père, en novembre 1657, il devient le troisième duc d'Elbeuf et pair de France. Quand Louis XIV commence son règne personnel (1661), il est nommé dès 1652 Gouverneur et lieutenant-général en Picardie, Artois, Boulonnais et gouverneur de Montreuil, en survivance du duc d'Elbeuf son père.

### Famille
Il est le fils de Charles II de Lorraine-Guise, deuxième duc d'Elbeuf, et de Catherine Henriette de Bourbon. Il est aussi le petit-fils du Roi Henri IV et de Gabrielle d'Estrées.
Il épouse en premières noces le 7 mars 1648 Anne Élisabeth de Lannoy (1626-1654), fille de Charles, comte de Lannoy, conseiller du Roi en ses conseils d'État et privé, gouverneur de Montreuil, chevalier des ordres du Roi, et d'Anne d'Aumont. Il en a :
- Anne Élisabeth de Lorraine d'Elbeuf (1649-1714), mariée en 1669 avec Charles Henri de Lorraine-Vaudémont (1649-1723), prince de Vaudémont, fils naturel de Charles IV, duc de Lorraine et de Béatrix de Cusance, princesse de Cantecroix, baronne de Belvoir.
- Charles de Lorraine d'Elbeuf (1650-1690).

Veuf, il se remarie le 20 mai 1656 avec Élisabeth de La Tour d'Auvergne (1635-1680), fille de Frédéric-Maurice de La Tour d'Auvergne, duc de Bouillon, prince de Sedan, de Jametz et de Raucourt, puis duc d'Albret et de Château-Thierry, pair de France, et d'Eléonore Catherine de Berg, nièce de Henri de la Tour d'Auvergne, vicomte de Turenne. Dont :
- Henri Frédéric de Lorraine d'Elbeuf, comte de Rieux (1657-1666) ;
- Marie Eléonore de Lorraine d'Elbeuf, abbesse de la Visitation, rue Saint Jacques, à Paris (1658-1731) ;
- Marie Françoise de Lorraine d'Elbeuf, abbesse de Saint Germain (née en 1659) ;
- Henri de Lorraine d'Elbeuf, quatrième duc d'Elbeuf (1661-1748) ;
- Louis de Lorraine d'Elbeuf, abbé d'Ourscamp (1662-1693) ;
- Emmanuel Maurice de Lorraine d'Elbeuf, cinquième duc d'Elbeuf après son frère (1677-1763).

À nouveau veuf, il épouse en troisièmes noces le 25 août 1684 Françoise de Montaut de Navailles (1653-1717), fille de Philippe de Montaut, duc de Navailles, maréchal de France, et de Suzanne de Baudéan. Dont :
- Suzanne Henriette de Lorraine d'Elbeuf (1686-1710), mariée en 1704 avec Charles III Ferdinand de Gonzague (1652-1708), duc de Mantoue. Sans postérité.
- Louise Anne Radegonde de Lorraine d'Elbeuf, abbesse de Saint Saens (1689-1726).

On lui connaît en outre trois enfants naturels :
- Alexis de Lorraine, légitimé en mars 1673 ;
- Charles de Lorraine, chevalier de Quatremares, gouverneur de la citadelle de Mantoue. Il épouse à Paris le 30 mars 1695 Anne d'Angleberme, dont postérité ;
- Charlotte de Lorraine, légitimée le 12 juin 1680, mariée à Elbeuf, paroisse Saint Etienne, le 18 novembre 1681 avec Léonor de Brèvedent, chevalier, seigneur d'Oissel[2].

### Source
- Georges Poull, La Maison ducale de Lorraine, Nancy, Presses universitaires de Nancy, 1991, 575 p. [détail de l’édition] (ISBN 2-86480-517-0) p. 440-442.